# Seznam prezidentů Venezuely
Prezident Venezuely zastává podle ústavy země funkci hlavy státu a hlavy vlády. Prezident je rovněž vrchním velitelem Národních bolívarovských ozbrojených sil Venezuely. Prezident je volen přímou volbou na šestileté funkční období. Od ústavního referenda v roce 2009 může být zvolen na neomezený počet volebních období. Prezident musí být starší 30 let a musí být narozen jako občan Venezuely, nesmí mít žádné jiné občanství.

## Seznam prezidentů Venezuely
| Prezident státu Venezuela                                                      | Prezident státu Venezuela                                                      | Prezident státu Venezuela                                                      | Prezident státu Venezuela                                                      | Prezident státu Venezuela                                                      | Prezident státu Venezuela                                                      | Prezident státu Venezuela                                                      | Prezident státu Venezuela                                                      |
| Konzervativní strana(7) Liberální strana(3) Nezávislý(1) Vojenská diktatura(3) | Konzervativní strana(7) Liberální strana(3) Nezávislý(1) Vojenská diktatura(3) | Konzervativní strana(7) Liberální strana(3) Nezávislý(1) Vojenská diktatura(3) | Konzervativní strana(7) Liberální strana(3) Nezávislý(1) Vojenská diktatura(3) | Konzervativní strana(7) Liberální strana(3) Nezávislý(1) Vojenská diktatura(3) | Konzervativní strana(7) Liberální strana(3) Nezávislý(1) Vojenská diktatura(3) | Konzervativní strana(7) Liberální strana(3) Nezávislý(1) Vojenská diktatura(3) | Konzervativní strana(7) Liberální strana(3) Nezávislý(1) Vojenská diktatura(3) |
| Pořadí                                                                         | Portrét                                                                        | Prezident (narození–úmrtí)                                                     | Zvolen                                                                         | Od                                                                             | Do                                                                             | Doba v úřadu                                                                   | Politická strana                                                               |
| ------------------------------------------------------------------------------ | ------------------------------------------------------------------------------ | ------------------------------------------------------------------------------ | ------------------------------------------------------------------------------ | ------------------------------------------------------------------------------ | ------------------------------------------------------------------------------ | ------------------------------------------------------------------------------ | ------------------------------------------------------------------------------ |
| 1                                                                              |                                                                                | José Antonio Páez (1790–1873)                                                  | 1831                                                                           | 13. ledna 1830                                                                 | 20. ledna 1835                                                                 | 5 let a 7 dní                                                                  | Konzervativní strana                                                           |
| 2                                                                              |                                                                                | Andrés Narvarte (1781–1853)                                                    | —                                                                              | 20. ledna 1835                                                                 | 9. února 1835                                                                  | 0 let a 20 dní                                                                 | Konzervativní strana                                                           |
| 3                                                                              |                                                                                | José María Vargas (1786–1854)                                                  | 1835                                                                           | 9. února 1835                                                                  | 9. července 1835                                                               | 0 let a 150 dní                                                                | Konzervativní strana                                                           |
| 4                                                                              |                                                                                | José María Carreño (1792–1849)                                                 | —                                                                              | 27. července 1835                                                              | 20. srpna 1835                                                                 | 0 let a 24 dní                                                                 | Konzervativní strana                                                           |
| (3)                                                                            |                                                                                | José María Vargas (1786–1854)                                                  | —                                                                              | 20. srpna 1835                                                                 | 24. dubna 1836                                                                 | 0 let a 248 dní                                                                | Konzervativní strana                                                           |
| (2)                                                                            |                                                                                | Andrés Narvarte (1781–1853)                                                    | —                                                                              | 24. dubna 1836                                                                 | 20. ledna 1837                                                                 | 0 let a 271 dní                                                                | Konzervativní strana                                                           |
| (4)                                                                            |                                                                                | José María Carreño (1792–1849)                                                 | —                                                                              | 27. ledna 1837                                                                 | 11. března 1837                                                                | 0 let a 43 dní                                                                 | Konzervativní strana                                                           |
| 5                                                                              |                                                                                | Carlos Soublette (1789–1870)                                                   | —                                                                              | 11. března 1837                                                                | 1. února 1839                                                                  | 1 rok a 327 dní                                                                | Konzervativní strana                                                           |
| (1)                                                                            |                                                                                | José Antonio Páez (1790–1873)                                                  | 1839                                                                           | 1. února 1839                                                                  | 28. ledna 1843                                                                 | 3 roky a 361 dní                                                               | Konzervativní strana                                                           |
| (5)                                                                            |                                                                                | Carlos Soublette (1789–1870)                                                   | 1843                                                                           | 28. ledna 1843                                                                 | 20. ledna 1847                                                                 | 3 roky a 357 dní                                                               | Konzervativní strana                                                           |
| 6                                                                              |                                                                                | José Tadeo Monagas (1784–1868)                                                 | 1847                                                                           | 20. ledna 1847                                                                 | 5. února 1851                                                                  | 4 roky a 16 dní                                                                | Konzervativní strana                                                           |
| 7                                                                              |                                                                                | José Gregorio Monagas (1795–1858)                                              | 1851                                                                           | 5. února 1851                                                                  | 20. ledna 1855                                                                 | 3 roky a 349 dní                                                               | Liberální strana                                                               |
| (6)                                                                            |                                                                                | José Tadeo Monagas (1784–1868)                                                 | 1855                                                                           | 20. ledna 1855                                                                 | 15. března 1858                                                                | 3 roky a 54 dní                                                                | Liberální strana                                                               |
| 8                                                                              |                                                                                | Pedro Gual (1783–1862)                                                         | —                                                                              | 15. března 1858                                                                | 18. března 1858                                                                | 0 let a 2 dny                                                                  | Liberální strana                                                               |
| 9                                                                              |                                                                                | Julián Castro (1810–1875)                                                      | —                                                                              | 18. března 1858                                                                | 2. srpna 1859                                                                  | 1 rok a 137 dní                                                                | Armáda                                                                         |
| (8)                                                                            |                                                                                | Pedro Gual (1783–1862)                                                         | —                                                                              | 2. srpna 1859                                                                  | 29. září 1859                                                                  | 0 let a 58 dní                                                                 | Nezávislý                                                                      |
| 10                                                                             |                                                                                | Manuel Felipe de Tovar (1803–1866)                                             | 1860                                                                           | 29. září 1859                                                                  | 20. května 1861                                                                | 1 rok a 233 dní                                                                | Liberální strana                                                               |
| (8)                                                                            |                                                                                | Pedro Gual (1783–1862)                                                         | —                                                                              | 20. května 1861                                                                | 29. srpna 1861                                                                 | 0 let a 101 dní                                                                | Liberální strana                                                               |
| (1)                                                                            |                                                                                | José Antonio Páez (1790–1873)                                                  | —                                                                              | 29. srpna 1861                                                                 | 15. června 1863                                                                | 1 rok a 290 dní                                                                | Armáda                                                                         |
| 11                                                                             |                                                                                | Juan Crisóstomo Falcón (1820–1870)                                             | 1864                                                                           | 15. června 1863                                                                | 25. dubna 1868                                                                 | 4 roky a 315 dní                                                               | Armáda                                                                         |

### Spojené státy Venezuela (1864-1953)
| Prezident Spojených států venezuelských                                                             | Prezident Spojených států venezuelských                                                             | Prezident Spojených států venezuelských                                                             | Prezident Spojených států venezuelských                                                             | Prezident Spojených států venezuelských                                                             | Prezident Spojených států venezuelských                                                             | Prezident Spojených států venezuelských                                                             | Prezident Spojených států venezuelských                                                             |
| Demokratická akce(3) Konzervativní strana(1) Liberální strana(8) Nezávislý(6) Vojenská diktatura(6) | Demokratická akce(3) Konzervativní strana(1) Liberální strana(8) Nezávislý(6) Vojenská diktatura(6) | Demokratická akce(3) Konzervativní strana(1) Liberální strana(8) Nezávislý(6) Vojenská diktatura(6) | Demokratická akce(3) Konzervativní strana(1) Liberální strana(8) Nezávislý(6) Vojenská diktatura(6) | Demokratická akce(3) Konzervativní strana(1) Liberální strana(8) Nezávislý(6) Vojenská diktatura(6) | Demokratická akce(3) Konzervativní strana(1) Liberální strana(8) Nezávislý(6) Vojenská diktatura(6) | Demokratická akce(3) Konzervativní strana(1) Liberální strana(8) Nezávislý(6) Vojenská diktatura(6) | Demokratická akce(3) Konzervativní strana(1) Liberální strana(8) Nezávislý(6) Vojenská diktatura(6) |
| Pořadí                                                                                              | Portrét                                                                                             | Prezident (narození–úmrtí)                                                                          | Zvolen                                                                                              | Od                                                                                                  | Do                                                                                                  | Doba v úřadu                                                                                        | Politická strana                                                                                    |
| --------------------------------------------------------------------------------------------------- | --------------------------------------------------------------------------------------------------- | --------------------------------------------------------------------------------------------------- | --------------------------------------------------------------------------------------------------- | --------------------------------------------------------------------------------------------------- | --------------------------------------------------------------------------------------------------- | --------------------------------------------------------------------------------------------------- | --------------------------------------------------------------------------------------------------- |
| (11)                                                                                                | | Juan Crisóstomo Falcón (1820–1870)                                                                  | —                                                                                                   | 15. června 1863                                                                                     | 25. dubna 1868                                                                                      | 4 roky a 315 dní                                                                                    | Armáda                                                                                              |
| 12                                                                                                  | | Manuel Ezequiel Bruzual (1832–1868)                                                                 | —                                                                                                   | 25. dubna 1868                                                                                      | 28. června 1868                                                                                     | 0 let a 64 dní                                                                                      | Nezávislý                                                                                           |
| 13                                                                                                  | | Guillermo Tell Villegas (1823–1907)                                                                 | —                                                                                                   | 28. června 1868                                                                                     | 20. února 1869                                                                                      | 0 let a 237 dní                                                                                     | Liberální strana                                                                                    |
| 14                                                                                                  | | José Ruperto Monagas (1831–1880)                                                                    | —                                                                                                   | 20. února 1869                                                                                      | 16. dubna 1870                                                                                      | 1 rok a 55 dní                                                                                      | Armáda                                                                                              |
| (13)                                                                                                | | Guillermo Tell Villegas (1823–1907)                                                                 | —                                                                                                   | 16. dubna 1870                                                                                      | 27. dubna 1870                                                                                      | 0 let a 11 dní                                                                                      | Liberální strana                                                                                    |
| 15                                                                                                  | | Antonio Guzmán (1829–1899)                                                                          | 1873                                                                                                | 27. dubna 1870                                                                                      | 27. února 1877                                                                                      | 6 let a 306 dní                                                                                     | Liberální strana                                                                                    |
| 16                                                                                                  | | Francisco Linares (1825–1878)                                                                       | 1877                                                                                                | 27. února 1877                                                                                      | 30. listopadu 1878                                                                                  | 1 rok a 276 dní                                                                                     | Liberální strana                                                                                    |
| 17                                                                                                  | | José Gregorio Valera (1826–1896)                                                                    | —                                                                                                   | 30. listopadu 1878                                                                                  | 26. února 1879                                                                                      | 0 let a 88 dní                                                                                      | Liberální strana                                                                                    |
| (15)                                                                                                | | Antonio Guzmán (1829–1899)                                                                          | 1882                                                                                                | 26. února 1879                                                                                      | 26. dubna 1884                                                                                      | 5 let a 60 dní                                                                                      | Liberální strana                                                                                    |
| 18                                                                                                  | | Joaquín Crespo (1830–1898)                                                                          | —                                                                                                   | 26. dubna 1884                                                                                      | 15. září 1886                                                                                       | 2 roky a 142 dní                                                                                    | Liberální strana                                                                                    |
| (15)                                                                                                | | Antonio Guzmán (1829–1899)                                                                          | —                                                                                                   | 15. září 1886                                                                                       | 8. srpna 1887                                                                                       | 0 let a 327 dní                                                                                     | Liberální strana                                                                                    |
| 19                                                                                                  | | Hermógenes López (1830–1898)                                                                        | —                                                                                                   | 8. srpna 1887                                                                                       | 2. července 1888                                                                                    | 0 let a 329 dní                                                                                     | Nezávislý                                                                                           |
| 20                                                                                                  | | Juan Pablo Rojas (1826–1905)                                                                        | 1888                                                                                                | 2. července 1888                                                                                    | 19. března 1890                                                                                     | 1 rok a 260 dní                                                                                     | Liberální strana                                                                                    |
| 21                                                                                                  | | Raimundo Andueza (1846–1900)                                                                        | 1890                                                                                                | 19. března 1890                                                                                     | 17. června 1892                                                                                     | 2 roky a 90 dní                                                                                     | Konzervativní strana                                                                                |
| (13)                                                                                                | | Guillermo Tell Villegas (1823–1907)                                                                 | —                                                                                                   | 17. června 1892                                                                                     | 31. srpna 1892                                                                                      | 0 let a 75 dní                                                                                      | Liberální strana                                                                                    |
| 22                                                                                                  | | Guillermo Tell Villegas (1854–1949)                                                                 | —                                                                                                   | 31. srpna 1892                                                                                      | 7. října 1892                                                                                       | 0 let a 37 dní                                                                                      | Liberální strana                                                                                    |
| (18)                                                                                                | | Joaquín Crespo (1841–1898)                                                                          | 1894                                                                                                | 7. října 1892                                                                                       | 28. února 1898                                                                                      | 5 let a 144 dní                                                                                     | Armáda                                                                                              |
| 23                                                                                                  | | Ignacio Andrade (1839–1925)                                                                         | 1898                                                                                                | 28. února 1898                                                                                      | 20. října 1899                                                                                      | 1 rok a 234 dní                                                                                     | Liberální strana                                                                                    |
| 24                                                                                                  | | Cipriano Castro (1858–1924)                                                                         | —                                                                                                   | 20. října 1899                                                                                      | 19. prosince 1908                                                                                   | 9 let a 60 dní                                                                                      | Armáda                                                                                              |
| 25                                                                                                  | | Juan Vicente Gómez (1857–1935)                                                                      | 1908                                                                                                | 19. prosince 1908                                                                                   | 5. srpna 1913                                                                                       | 4 roky a 229 dní                                                                                    | Armáda                                                                                              |
| 26                                                                                                  | | José Gil (1861–1943)                                                                                | —                                                                                                   | 5. srpna 1913                                                                                       | 19. dubna 1914                                                                                      | 0 let a 257 dní                                                                                     | Nezávislý                                                                                           |
| 27                                                                                                  | | Victorino Márquez (1858–1941)                                                                       | 1914                                                                                                | 19. dubna 1914                                                                                      | 24. června 1922                                                                                     | 8 let a 66 dní                                                                                      | Nezávislý                                                                                           |
| (25)                                                                                                | | Juan Vicente Gómez (1857–1935)                                                                      | 1922                                                                                                | 24. června 1922                                                                                     | 30. května 1929                                                                                     | 6 let a 340 dní                                                                                     | Armáda                                                                                              |
| 28                                                                                                  | | Juan Bautista Pérez (1869–1952)                                                                     | 1929                                                                                                | 30. května 1929                                                                                     | 13. června 1931                                                                                     | 2 roky a 14 dní                                                                                     | Nezávislý                                                                                           |
| (25)                                                                                                | | Juan Vicente Gómez (1857–1935)                                                                      | 1931                                                                                                | 13. června 1931                                                                                     | 17. prosince 1935                                                                                   | 4 roky a 187 dní                                                                                    | Armáda                                                                                              |
| 29                                                                                                  | | Eleazar López (1883–1973)                                                                           | 1936                                                                                                | 18. prosince 1935                                                                                   | 5. května 1941                                                                                      | 5 let a 138 dní                                                                                     | Nezávislý                                                                                           |
| 30                                                                                                  | | Isaías Medina (1897–1953)                                                                           | 1941                                                                                                | 5. května 1941                                                                                      | 18. října 1945                                                                                      | 4 roky a 166 dní                                                                                    | Demokratická strana                                                                                 |
| 31                                                                                                  | | Rómulo Betancourt (1908–1981)                                                                       | —                                                                                                   | 18. října 1945                                                                                      | 17. února 1948                                                                                      | 2 roky a 122 dní                                                                                    | Demokratická akce                                                                                   |
| 32                                                                                                  | | Rómulo Gallegos (1884–1969)                                                                         | 1947                                                                                                | 17. února 1948                                                                                      | 24. listopadu 1948                                                                                  | 0 let a 281 dní                                                                                     | Demokratická akce                                                                                   |
| 33                                                                                                  | | Carlos Delgado (1909–1950)                                                                          | —                                                                                                   | 24. listopadu 1948                                                                                  | 13. listopadu 1950                                                                                  | 1 rok a 354 dní                                                                                     | Armáda                                                                                              |
| 34                                                                                                  | | Germán Suárez (1907–1990)                                                                           | —                                                                                                   | 27. listopadu 1950                                                                                  | 2. prosince 1952                                                                                    | 2 roky a 5 dní                                                                                      | Nezávislý                                                                                           |

### Bolívarovská republika Venezuela (1999–současnost)
| Prezident Bolívarovské republiky Venezuela | Prezident Bolívarovské republiky Venezuela | Prezident Bolívarovské republiky Venezuela | Prezident Bolívarovské republiky Venezuela | Prezident Bolívarovské republiky Venezuela | Prezident Bolívarovské republiky Venezuela | Prezident Bolívarovské republiky Venezuela | Prezident Bolívarovské republiky Venezuela |
| (2)                                        | (2)                                        | (2)                                        | (2)                                        | (2)                                        | (2)                                        | (2)                                        | (2)                                        |
| Pořadí                                     | Portrét                                    | Prezident (narození–úmrtí)                 | Zvolen                                     | Od                                         | Do                                         | Doba v úřadu                               | Politická strana                           |
| ------------------------------------------ | ------------------------------------------ | ------------------------------------------ | ------------------------------------------ | ------------------------------------------ | ------------------------------------------ | ------------------------------------------ | ------------------------------------------ |
|                                            |                                            | Hugo Chávez (1954–2013)                    | 1998 2000                                  | 2. února 1999                              | 5. března 2013                             | 14 let a 31 dní                            | Hnutí páté republiky (do října 2007)       |
| 2006 2012                                  | Jednotná socialistická strana              | Hugo Chávez (1954–2013)                    |                                            | 2. února 1999                              | 5. března 2013                             | 14 let a 31 dní                            |                                            |
| 2013 2018 2024                             | Jednotná socialistická strana              | Hugo Chávez (1954–2013)                    |                                            | 2. února 1999                              | 5. března 2013                             | 14 let a 31 dní                            |                                            |
|                                            |                                            | Nicolás Maduro (nar. 1962)                 | 5. března 2013                             | Úřadující                                  | 11 let a 361 dní                           | Jednotná socialistická strana              |                                            |

#### Sporný
| Prezident Bolívarovské republiky Venezuela | Prezident Bolívarovské republiky Venezuela | Prezident Bolívarovské republiky Venezuela | Prezident Bolívarovské republiky Venezuela | Prezident Bolívarovské republiky Venezuela | Prezident Bolívarovské republiky Venezuela | Prezident Bolívarovské republiky Venezuela | Prezident Bolívarovské republiky Venezuela |
| (1)                                        | (1)                                        | (1)                                        | (1)                                        | (1)                                        | (1)                                        | (1)                                        | (1)                                        |
| Pořadí                                     | Portrét                                    | Prezident (narození–úmrtí)                 | Zvolen                                     | Od                                         | Do                                         | Doba v úřadu                               | Politická strana                           |
| ------------------------------------------ | ------------------------------------------ | ------------------------------------------ | ------------------------------------------ | ------------------------------------------ | ------------------------------------------ | ------------------------------------------ | ------------------------------------------ |
| —                                          |                                            | Juan Guaidó (nar. 1983)                    | —                                          | 23. ledna 2019                             | 5. ledna 2023 (sporný)                     | 3 roky a 347 dní                           | Vůle lidu (do 2020)                        |
|                                            | Nezávislý                                  | Juan Guaidó (nar. 1983)                    | —                                          | 23. ledna 2019                             | 5. ledna 2023 (sporný)                     | 3 roky a 347 dní                           |                                            |